# Urfaust (Goethe)
Con il termine Urfaust (anche noto come Faust. Frühe Fassung, cioè Prima versione del Faust, o Faust in ursprünglicher Gestalt, cioè Faust nella stesura originaria) s'intende il primo progetto del successivo dramma teatrale Faust.
Esso nacque in parallelo a I dolori del giovane Werther (Die Leiden des jungen Werthers) Francoforte sul Meno dal 1772 al 1775.
Fattore scatenante per la materiale elaborazione fu il processo e l'esecuzione dell'infanticida Susanna Margherita Brandt, il cui processo dev'essere stato seguito da Goethe, come testimoniano le copie degli atti del processo trovati presso di lui dopo la sua morte.
Nel 1775 Goethe declamò per la prima volta a corte a Weimar, quindi, fra l'altro, anche presso il castello di Stedten, che era di proprietà della famiglia amica dei Keller, dall'Urfaust. Il pubblico fu entusiasmato dalla forma e dal linguaggio non convenzionale. Al termine Goethe fu sollecitato continuamente alla conclusione dell'opera, fra gli altri dal suo amico Friedrich Schiller.
Esiste solo una copia dell'Urfaust, essa proviene dalla proprietà di Luise von Göchhausen e contiene ancora nell'odierna versione tramandata alcune delle scene, che poi furono successivamente inserite nel Faust I. Nell'Urfaust, vi sono ancora numerosi passaggi in prosa, mentre nel Faust I ne resta solo ancora la scena Trüber Tag. Feld senza versi.

## Le diverse stesure delFaust
Nel complesso, Goethe lavorò al Faust per oltre sei decenni. Le varie versioni dell'opera attraversano tre diverse epoche culturali (lo Sturm und Drang, il Classicismo di Weimar e il Romanticismo), di cui risentono sia in termini di stile che di contenuti.
| Titolo | Anni della stesura | Età anagrafica di Goethe | Corrente letteraria di riferimento     |
| --- | ------------------ | ------------------------ | -------------------------------------- |
| Urfaust | ≈ 1772–1775        | ≈ 23–26                  | Sturm und Drang                        |
| Faust. Ein Fragment (Faust. Un frammento)*                                                                                     | ≈ 1788–1790        | ≈ 39–41                  | Classicismo di Weimar                  |
| Faust. Eine Tragödie (Faust. Una tragedia), più tardi retrospettivamente Der Tragödie erster Teil (Prima parte della tragedia) | ≈ 1797–1805        | ≈ 48–56                  | Sturm und Drang, Classicismo di Weimar |
| Faust. Der Tragödie zweiter Teil (Faust. Seconda parte della tragedia)**                                                       | ≈ 1825–1831        | ≈ 76–82                  | Classicismo di Weimar, Romanticismo    |

* Faust. Ein Fragment fu un ulteriore sviluppo dell'Urfaust (alcune scene furono inserite ex novo, altre depennate). Nel seguito della voce questo "passaggio intermedio" della gestazione dell'opera non viene analizzato nel dettaglio.
** Goethe non metteva mano al progetto di Faust da 20 anni quando, nel 1825, cominciò ad ampliare i suoi vecchi appunti in una seconda parte della tragedia. Faust. Der Tragödie zweiter Teil fu ultimata nell'estate del 1831, ma fu pubblicata postuma, alcuni mesi dopo la morte dell'autore (avvenuta nel 1832).

## Confronto traUrfausteFaust I
La tabella che segue illustra le differenze strutturali tra l'Urfaust e la successiva Prima parte della tragedia, mettendo a confronto le scene presenti nelle due versioni. La denominazione delle scene dell'Urfaust segue quella presente nell'opera stessa; le sezioni indicate tra parentesi sono invece singole parti della scena menzionata sopra e sono quindi prive di un titolo proprio.
Legenda
- ×: La scena manca in una delle due versioni.
- ≈: Le due scene sono simili, ma si distinguono per alcune caratteristiche decisive.
- =: Le due scene sono sostanzialmente identiche (si distinguono solo per dettagli irrilevanti).

| Urfaust                      | Confronto  | Faust I                       |
| ---------------------------- | ---------- | ----------------------------- |
|                              | ×          | Usurpazione                   |
|                              | ×          | Preludio teatrale             |
|                              | ×          | Prologo in Cielo              |
| Notte                        | ≈          | Notte                         |
|                              | ×          | Davanti alla porta            |
|                              | ×          | Stanza dello studio I         |
| (Scena dello studente)       | ≈          | Stanza dello studio II        |
| Cantina di Auerbach a Lipsia | ≈          | Cantina di Auerbach a Lipsia  |
| Strada di campagna           | ×          |                               |
|                              | ×          | Cucina delle streghe          |
| Strada                       | =          | Strada I                      |
| Sera                         | =          | Sera                          |
| Viale                        | =          | Passeggiata                   |
| Casa della vicina            | =          | Casa della vicina             |
| (stesso discorso)            | =          | Strada II                     |
| Giardino                     | =          | Giardino                      |
| Una casetta in giardino      | =          | Una casetta in giardino       |
|                              | ×          | Bosco e antro                 |
| Soggiorno di Gretchen        | =          | Soggiorno di Gretchen         |
| Giardino di Marthen          | =          | Giardino di Marthen           |
| Alla fontana                 | =          | Alla fontana                  |
| Serraglio                    | =          | Serraglio                     |
|                              | ≈ (S. u.!) | Notte                         |
| Duomo                        | =          | Duomo                         |
| Notte                        | ≈ (S. o.!) |                               |
|                              | ×          | Notte di Valpurga             |
|                              | ×          | Sogno della notte di Valpurga |
| (stesso discorso)            | =          | Giorno triste. Campagna       |
| Notte. Campo aperto          | =          | Notte. Campo aperto           |
| Carcere                      | ≈          | Carcere                       |

### Descrizione delle differenze principali
- L'"Usurpazione" è rivolta alla versione dell'Urfaust, per cui naturalmente si trova solo nel Faust I
- Causa il mancante Prologo in Cielo non si ha alcuna "scommessa" tra il Signore e il Maligno
- La scena Notte è più breve. Faust non cerca di suicidarsi.
- Mefistofele entra per la prima volta nella scena Notte con il colloquio con lo studente. Non vi è alcuna esplicita introduzione della sua parte e anche nessun patto tra quello e Faust
- La cantina di Auerbach a Lipsia: Prima scena comune di Faust e Mefistofele, numerosi dialoghi diversi, spesso privi di forma in rima. È sorprendente, che Faust (non Mefistofele) offre il vino e incanta gli studenti presenti
- Cucina delle streghe: Senza questa scena mancano anche la bevanda del ringiovanimento di Faust e la figura di Elena nello specchio.
- Bosco e antro: Anche questo capitolo fu inserito in un secondo tempo, il che mostra di nuovo il modesto significato di Mefistofele
- Notte: Valentino effettivamente entre, però rimane nel primo monologo. Una prova del combattimento e della conseguente morte di Valentino per mano di Faust non c'è, così come manca il colloquio Gretchen.
- Come la Cucina delle streghe non sono comprese anche la Notte di Valpurga e il relativo Sogno. Perciò in Urfaust manca gran parte dello sfondo metafisico e mitologico
- Molti Enjambement annodano nelle scene in Carcere stilisticamente alla Cantina di Auerbach e il discorso Notte. Campo aperto. Alla fine Gretchen non viene liberata; manca la voce dall'alto: «È salva!». Invece qui non c'è alcuna indicazione alla morte di Valentino (mano insanguinata e daga – similmente a Faust I, versi 4512-4517).

Riassunto delle principali differenze:
- In Urfaust non ci sono scommesse.
- Mefistofele è più co-protagonista che protagonista, Faust è autonomo.
- Il fuoco è sulla tragedia amorosa intorno a Gretchen.

## Edizioni
- Stampato per la prima volta nel 1887, a cura di Erich Schmidt: Goethes Faust in ursprünglicher Gestalt nach der Göchhausenschen Handschrift. Weimar: Hermann Böhlau.
- Urfaust / Faust. Ein Fragment, elaborato da Ernst Grumach, Berlino (DDR): Akademie-Verlag, 1954 (Werke Goethes, herausgegeben von der Deutschen Akademie der Wissenschaften zu Berlin unter Leitung von Ernst Grumach, Faust, Bd. 1).
Realizzato come edizione storico-critica.